# 舟橋諒将
舟橋 諒将（ふなはし りょうすけ、1997年1月5日 - ）は、ジャパンラグビーリーグワン静岡ブルーレヴズに所属するラグビー選手。

## プロフィール
- 北海道出身[1]。
- ポジションはロック(LO)。
- 身長 186 cm、体重 106 kg
- ニックネームはふなっしー。
- ジュニア・ジャパンに選ばれたことがある。
- 7人制ユース日本代表に選ばれたことがある[2]。

## 略歴
札幌少年ラグビースクール出身
2015年、札幌山の手高校卒業後、明治大学に入る。なお札幌山の手高校時代、高校日本代表に選ばれたことがある。
2019年、明治大学卒業後、ヤマハ発動機ジュビロ(現・静岡ブルーレヴズ)に加入。
2020年1月25日にジャパンラグビートップリーグ第3節リコーブラックラムズ戦に先発出場で公式戦初出場を果たす。
2023年7月、ベイ・オブ・プレンティーに3か月間加入予定。